# 普寂
普寂（651年—739年），俗姓馮，謚號大慧禪師，蒲州河东（今山西永济）人，唐朝佛教禅宗高僧。

## 生平
其早年学习儒学，后闻《法华经》、《成唯识论》、《大乘起信论》等，皈依佛法。38岁时，跟从洛阳端和法师受具足戒，后从弘景学习戒律。因为感觉教义繁冗，他去荆州玉泉寺参谒神秀，学习禅宗。神秀奉武则天召入京，其跟随入京。神龙二年（706）神秀圆寂后，普寂就带领僧众。玄宗开元十三年（725年），依诏住洛阳敬爱寺，后改为兴唐寺，其在长安等地弘化，大兴禅风。开元二十七年于兴唐寺圆寂。世壽八十九。敕赐大照禅师，世称华严和尚、华严尊者。

## 法嗣

### 師承
- 神秀

### 弟子
- 一行

## 外部連結
- 《歷代高僧大德的故事》- 一行（言無虛出） （页面存档备份，存于）
- 大 照 鐸 師 普 寂 に つ い て 田 中 良 昭 - J-Stage （页面存档备份，存于）

| 前任： 神秀 | 漢傳佛教禪宗 （北宗） 七祖 | 繼任： （末任） |

}